# Regierungskommission des Saargebietes

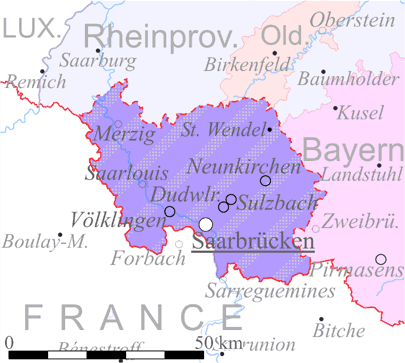
Karte des Saargebiets 1920–1935

Die Regierungskommission des Saargebietes (französisch Commission de gouvernement du Bassin de la Sarre, englisch Governing Commission on the Saar Territory) war eine Behörde, die in den Jahren 1920 bis 1935 das Saargebiet (französisch Territoire du Bassin de la Sarre ‚Saarbeckengebiet‘) im Auftrag des Völkerbundes verwaltete. Rechtsgrundlage waren die Artikel 45 bis 50 sowie die zu diesen Artikeln gehörige Anlage zum Versailler Friedensvertrag (in Kraft getreten am 10. Januar 1920). Die Regierungskommission übernahm am 27. Februar 1920 die Regierungsgewalt im Saargebiet und löste damit die vorherige französische Militärverwaltung ab. Ihre Tätigkeit endete mit der Rückgabe der Regierungsgewalt an das Deutsche Reich zum 1. März 1935.

## Mitglieder
Der Regierungskommission gehörten laut Versailler Vertrag, Kapitel 3, Abschnitt 4 „Saarbecken“, § 16 in Kapitel 2 der Anlage, fünf Mitglieder an. Von diesen musste eines aus dem Saargebiet stammen und durfte keine französische Staatsbürgerschaft haben, weiterhin ein Franzose und drei weitere Mitglieder, die weder Deutsche noch Franzosen sein durften. Die Mitglieder der Regierungskommission wurden vom Völkerbundsrat berufen, der auch ein Mitglied zum Vorsitzenden bestimmte.
| Jahr                             | Mitglieder                                                                | Mitglieder                               | Mitglieder                                                   | Mitglieder                                        | Mitglieder                           |
| Jahr                             | Saargebiet                                                                | Frankreich                               | Völkerbund #1                                                | Völkerbund #2                                     | Völkerbund #3                        |
| -------------------------------- | ------------------------------------------------------------------------- | ---------------------------------------- | ------------------------------------------------------------ | ------------------------------------------------- | ------------------------------------ |
| 1920                             | Alfred von Boch (1920)                                                    | Victor Rault (Vorsitzender, 1920–1926)   | Richard Deans Waugh (Kanada, 1920–1923)                      | Léon Albin Moltke-Huitfeldt (Dänemark, 1920–1924) | Jacques Lambert (Belgien, 1920–1928) |
| 1920                             | Jacob Hector (1920–1923)                                                  | Victor Rault (Vorsitzender, 1920–1926)   | Richard Deans Waugh (Kanada, 1920–1923)                      | Léon Albin Moltke-Huitfeldt (Dänemark, 1920–1924) | Jacques Lambert (Belgien, 1920–1928) |
| 1921                             |                                                                           | Victor Rault (Vorsitzender, 1920–1926)   | Richard Deans Waugh (Kanada, 1920–1923)                      | Léon Albin Moltke-Huitfeldt (Dänemark, 1920–1924) | Jacques Lambert (Belgien, 1920–1928) |
| 1922                             |                                                                           | Victor Rault (Vorsitzender, 1920–1926)   | Richard Deans Waugh (Kanada, 1920–1923)                      | Léon Albin Moltke-Huitfeldt (Dänemark, 1920–1924) | Jacques Lambert (Belgien, 1920–1928) |
| 1923                             |                                                                           | Victor Rault (Vorsitzender, 1920–1926)   | Richard Deans Waugh (Kanada, 1920–1923)                      | Léon Albin Moltke-Huitfeldt (Dänemark, 1920–1924) | Jacques Lambert (Belgien, 1920–1928) |
| Julius Land (1923–1924)          | George Washington Stephens (Kanada, 1923–1927 1926–1927 als Vorsitzender) | Victor Rault (Vorsitzender, 1920–1926)   |                                                              | Léon Albin Moltke-Huitfeldt (Dänemark, 1920–1924) | Jacques Lambert (Belgien, 1920–1928) |
| Julius Land (1923–1924)          | George Washington Stephens (Kanada, 1923–1927 1926–1927 als Vorsitzender) | Victor Rault (Vorsitzender, 1920–1926)   | 1924                                                         | Léon Albin Moltke-Huitfeldt (Dänemark, 1920–1924) | Jacques Lambert (Belgien, 1920–1928) |
| Bartholomäus Koßmann (1924–1935) | George Washington Stephens (Kanada, 1923–1927 1926–1927 als Vorsitzender) | Victor Rault (Vorsitzender, 1920–1926)   | Carlos Espinosa de los Monteros y Bermejillo (Spanien, 1924) |                                                   | Jacques Lambert (Belgien, 1920–1928) |
| Bartholomäus Koßmann (1924–1935) | George Washington Stephens (Kanada, 1923–1927 1926–1927 als Vorsitzender) | Victor Rault (Vorsitzender, 1920–1926)   | Franz Vezensky (Tschechoslowakei, 1924–1932)                 |                                                   | Jacques Lambert (Belgien, 1920–1928) |
| Bartholomäus Koßmann (1924–1935) | George Washington Stephens (Kanada, 1923–1927 1926–1927 als Vorsitzender) | Victor Rault (Vorsitzender, 1920–1926)   | 1925                                                         |                                                   | Jacques Lambert (Belgien, 1920–1928) |
| Bartholomäus Koßmann (1924–1935) | George Washington Stephens (Kanada, 1923–1927 1926–1927 als Vorsitzender) | Victor Rault (Vorsitzender, 1920–1926)   | 1926                                                         |                                                   | Jacques Lambert (Belgien, 1920–1928) |
| Bartholomäus Koßmann (1924–1935) | George Washington Stephens (Kanada, 1923–1927 1926–1927 als Vorsitzender) | Jean Morize (1926–1935)                  |                                                              |                                                   | Jacques Lambert (Belgien, 1920–1928) |
| Bartholomäus Koßmann (1924–1935) | George Washington Stephens (Kanada, 1923–1927 1926–1927 als Vorsitzender) | 1927                                     |                                                              |                                                   | Jacques Lambert (Belgien, 1920–1928) |
| Bartholomäus Koßmann (1924–1935) | Ernest Wilton (Vorsitzender, Vereinigtes Königreich, 1927–1932)           |                                          |                                                              |                                                   | Jacques Lambert (Belgien, 1920–1928) |
| Bartholomäus Koßmann (1924–1935) | 1928                                                                      |                                          |                                                              |                                                   | Jacques Lambert (Belgien, 1920–1928) |
| Bartholomäus Koßmann (1924–1935) | Leon R. von Ehrnrooth (Finnland, 1928–1935)                               |                                          |                                                              |                                                   |                                      |
| Bartholomäus Koßmann (1924–1935) | 1929                                                                      |                                          |                                                              |                                                   |                                      |
| Bartholomäus Koßmann (1924–1935) | 1930                                                                      |                                          |                                                              |                                                   |                                      |
| Bartholomäus Koßmann (1924–1935) | 1931                                                                      |                                          |                                                              |                                                   |                                      |
| Bartholomäus Koßmann (1924–1935) | 1932                                                                      |                                          |                                                              |                                                   |                                      |
| Bartholomäus Koßmann (1924–1935) | Geoffrey Knox (Vorsitzender, Vereinigtes Königreich, 1932–1935)           | Milovan Zoričić (Jugoslawien, 1932–1935) |                                                              |                                                   |                                      |
| Bartholomäus Koßmann (1924–1935) | Geoffrey Knox (Vorsitzender, Vereinigtes Königreich, 1932–1935)           | Milovan Zoričić (Jugoslawien, 1932–1935) | 1933                                                         |                                                   |                                      |
| Bartholomäus Koßmann (1924–1935) | Geoffrey Knox (Vorsitzender, Vereinigtes Königreich, 1932–1935)           | Milovan Zoričić (Jugoslawien, 1932–1935) | 1934                                                         |                                                   |                                      |
| Bartholomäus Koßmann (1924–1935) | Geoffrey Knox (Vorsitzender, Vereinigtes Königreich, 1932–1935)           | Milovan Zoričić (Jugoslawien, 1932–1935) | 1935                                                         |                                                   |                                      |

## Verwaltung
Die Regierungskommission des Saargebietes wirkte durch ihre Verwaltungsorganisation, die der einer Regierung entsprach. Sie gliederte sich in folgende Bereiche:

### Generalsekretariat
Das Generalsekretariat war die Behörde, die die Regierungskommission in ihrer Arbeit unterstützte. Es stellte die Tagesordnung der Regierungskommission zusammen, führte das Protokoll, leitete die Beschlüsse an die anderen Behörden weiter und stellte die Einhaltung sicher. Das Generalsekretariat gab das Amtsblatt heraus, führte die Korrespondenz mit dem Völkerbund und ist das Privatsekretariat des Präsidenten der Regierungskommission. Entsprechend groß war der Einfluss des Leiters des Generalsekretariats im Range eines Ministerialdirektors.

### Staatskommissar beim Landesrat
Die Regierungskommission war nicht dem Landesrat, sondern dem Völkerbund verantwortlich. Entsprechend erschienen die Mitglieder der Regierungskommission nicht vor dem Landesrat. Der Staatskommissar beim Landesrat stellte die Kommunikation zwischen Landesrat und Regierungskommission sicher.

### Direktion des Inneren
Die Direktion des Inneren hatte die Funktion eines Innenministeriums. Sie bestand aus zwei Abteilungen. Der Direktor des Inneren und des Kabinetts war für die Kommunalaufsicht über die Stadt Saarbrücken, die Polizei im Saargebiet und das Landjägercorps zuständig. Der Direktor für das Verkehrswesen war für die Kommunalaufsicht über die anderen Gemeinden, das Passwesen und die Führerscheinerteilung zuständig.

### Abteilung des Mitglieds der Regierungskommission für Öffentliche Arbeiten, Eisenbahn, Post und Telegraphenwesen
Dieses Mitglied der Regierungskommission hatte die Funktionen, die das Reichspostamt gegenüber der Post hatte, war der Eisenbahndirektion des Saargebiets übergeordnet und entsprach dem Minister der öffentlichen Arbeiten. In dieser Abteilung waren zwei Ministerialdirektoren tätig, der eine für die Verwaltung, der andere für technische Abteilungen wie die Hochbauabteilung zuständig.

### Abteilung des Mitglieds der Regierungskommission für Finanzen und wirtschaftliche Angelegenheiten
Die Abteilung des Mitglieds der Regierungskommission für Finanzen und wirtschaftliche Angelegenheiten angesiedelt, hatte quasi die Funktion eines Finanzministeriums und des Wirtschaftsministeriums. Darunter war das Kabinett des Ministers, die Direktion der Finanzen, die Direktion der Verwaltung der direkten und indirekten Steuern und die Direktion der für wirtschaftliche Angelegenheiten, das Oberbergamt und die Abteilung Luftverkehrswesen angesiedelt. Zu den Aufgaben gehörte die Aufsicht über die Finanzverwaltung im Saargebiet.

### Abteilung des Mitglieds der Regierungskommission für Justiz, Kultus und Schulwesen
Die Abteilung des Mitglieds der Regierungskommission für Finanzen und wirtschaftliche Angelegenheiten angesiedelt, hatte quasi die Funktion eines Justizministeriums und des Kultusministeriums. Sie bestand aus der Direktion für Justizverwaltung und der Direktion für Kultus und Schulwesen.
Siehe auch Gerichtsorganisation im Saargebiet.

### Abteilung des Mitglieds der Regierungskommission für Volkswohlfahrt, Landwirtschaft und Forsten, Arbeitsamt und Versicherungswesen
Diese Abteilung bestand aus der Direktion für Volkswohlfahrt, Landwirtschaft und Forsten, der Direktion Arbeitsamt und der Direktion für das Versicherungswesen.